# Superprestige 1999-2000
Navigation
1998-1999 2000-2001
Le Superprestige 1999-2000 est la 18e édition du Superprestige, compétition qui se déroule entre le 24 octobre 1999 et le 13 février 2000 et composée de onze manches pour les élites hommes ayant lieu en Belgique, aux Pays-Bas, en Italie, en Suisse et en France. Le classement est remporté par le Belge Sven Nys pour la deuxième fois chez les élites.

## Barème
Les 20 premiers de chaque course marquent des points pour le classement général suivant le tableau suivant :
| Position           | 1er | 2e | 3e | 4e | 5e | 6e | 7e | 8e | 9e | 10e | 11e | 12e | 13e | 14e | 15e | 16e | 17e | 18e | 19e | 20e |
| Classement général | 30  | 25 | 21 | 18 | 16 | 15 | 14 | 13 | 12 | 11  | 10  | 9   | 8   | 7   | 6   | 5   | 4   | 3   | 2   | 1   |

## Hommes élites

### Résultats
| #  | Date        | Lieu                                       | Vainqueur           | Deuxième            | Troisième           | Leader du classement général   |
| -- | ----------- | ------------------------------------------ | ------------------- | ------------------- | ------------------- | ------------------------------ |
| 1  | 24 octobre  | Ruddervoorde (Cyclo-cross de Ruddervoorde) | Sven Nys            | Richard Groenendaal | Adrie van der Poel  | Sven Nys                       |
| 2  | 14 novembre | Gavere (Cyclo-cross d'Asper-Gavere)        | Richard Groenendaal | Sven Nys            | Mario De Clercq     | Sven Nys / Richard Groenendaal |
| 3  | 28 novembre | Gieten (Cyclo-cross de Gieten)             | Sven Nys            | Mario De Clercq     | Richard Groenendaal | Sven Nys                       |
| 4  | 8 décembre  | Silvelle (GP Selle Italia)                 | Sven Nys            | Daniele Pontoni     | Bart Wellens        | Sven Nys                       |
| 5  | 11 décembre | Hoogstraten (Vlaamse Aardbeiencross)       | Sven Nys            | Bart Wellens        | Richard Groenendaal | Sven Nys                       |
| 6  | 12 décembre | Overijse (Druivencross)                    | Richard Groenendaal | Adrie van der Poel  | Mario De Clercq     |                                |
| 7  | 26 décembre | Diegem (Cyclo-cross de Diegem)             | Richard Groenendaal | Adrie van der Poel  | Sven Nys            |                                |
| 8  | 30 décembre | Surhuisterveen (Centrumcross)              | Sven Nys            | Bart Wellens        | Adrie van der Poel  | Sven Nys                       |
| 9  | 23 janvier  | Wetzikon (GP Wetzikon)                     | Sven Nys            | Richard Groenendaal | Mario De Clercq     | Sven Nys                       |
| 10 | 6 février   | Harnes (Cyclo-cross de Harnes)             | Richard Groenendaal | Sven Nys            | Mario De Clercq     | Sven Nys                       |
| 11 | 13 février  | Heerlen (GP Heuts)                         | Richard Groenendaal | Daniele Pontoni     | Adrie van der Poel  | Sven Nys                       |

### Classement général
| Pos | Coureur             | Points |
| --- | ------------------- | ------ |
| 1   | Sven Nys            | 284    |
| 2   | Richard Groenendaal | 278    |
| 3   | Adrie van der Poel  | 207    |
| 4   | Mario De Clercq     | 204    |
| 5   | Bart Wellens        | 156    |
| 6   | Peter Van Santvliet | 151    |
| 7   | Erwin Vervecken     | 118    |
| 8   | Tom Vannoppen       | 113    |
| 9   | Daniele Pontoni     | 109    |
| 10  | Ben Berden          | 97     |